# Cristián Álvarez
Cristián Andrés Álvarez Valenzuela (Curicó, 20 de janeiro de 1980) é um futebolista chileno que joga como lateral-direito na Universidad Católica.

## Carreira
Formado na Universidad Católica, estreou profissionalmente em 1997 e jogou 31 minutos com apenas 17 anos, e oficialmente estreou em 1999 contra o Club Deportivo O'Higgins. Em 2005, se transferiu para o River Plate, voltando para a Universidad Católica em 2007, ano em que saiu, indo para o Beitar Jerusalem de Israel, ganhando duas Copa do Estado de Israel. Na temporada de 2009 foi emprestado ao Jaguares do México, deixando o clube para ir para o Universitario do Peru, sendo campeão da Copa Crema em 2011, mesmo ano em que voltou novamente para a Universidad Católica.
Na primeira passagem pela Universidad Católica foram dois títulos do Campeonato Chileno e na segunda um título da Copa Chile.

## Estatísticas
Até 26 de fevereiro de 2012.

### Clubes
| Clube                | Temporada         | Campeonato nacional | Campeonato nacional | Copa nacional[a] | Copa nacional[a] | Competições continentais[b] | Competições continentais[b] | Outros torneios[c] | Outros torneios[c] | Total | Total |
| Clube                | Temporada         | Jogos               | Gols                | Jogos            | Gols             | Jogos                       | Gols                        | Jogos              | Gols               | Jogos | Gols  |
| -------------------- | ----------------- | ------------------- | ------------------- | ---------------- | ---------------- | --------------------------- | --------------------------- | ------------------ | ------------------ | ----- | ----- |
| Universidad Católica | 2011              | 9                   | 0                   | 0                | 0                | 0                           | 0                           | —                  | —                  | 9     | 0     |
| Universidad Católica | Total             | 9                   | 0                   | 0                | 0                | 0                           | 0                           | —                  | —                  | 9     | 0     |
| Universidad Católica | 2012              | 2                   | 0                   | 0                | 0                | 0                           | 0                           | —                  | —                  | 2     | 0     |
| Universidad Católica | Total             | 2                   | 0                   | 0                | 0                | 0                           | 0                           | —                  | —                  | 2     | 0     |
| Total na carreira    | Total na carreira | 11                  | 0                   | 0                | 0                | 0                           | 0                           | 0                  | 0                  | 11    | 0     |

- a. ^ Jogos da Copa Chile
- b. ^ Jogos da Copa Libertadores e Copa Sul-Americana
- c. ^ Jogos do Jogo amistoso

## Títulos
Universidad Católica
- Campeonato Chileno: 2002 (Apertura), 2005 (Clausura)[1], Apertura 2016, Clausura 2016, Campeonato 2018.
- Supercopa de Chile: 2016
- Copa Chile: 2011

Beitar Jerusalem
- Copa do Estado de Israel: 2008 e 2009

Universitario
- Copa Crema: 2011